# Comté de Shelby (Ohio)
Pour les articles homonymes, voir Comté de Shelby.
Le comté de Shelby – en anglais : Shelby County – est un des 88 comtés de l'État de l'Ohio, aux États-Unis.
Son siège est fixé à Sidney.

## Géographie
Selon les données du Bureau du recensement des États-Unis, le comté de Shelby a une superficie de 1 065 km² (soit 411 mi²), dont 1 060 km² (soit 409 mi²) en surfaces terrestres et 5 km² (soit 2 mi²) en surfaces aquatiques.

## Comtés limitrophes
- Comté d'Auglaize, au nord
- Comté de Logan, à l'est
- Comté de Champaign, au sud-est
- Comté de Miami, au sud
- Comté de Darke, à l'ouest

## Démographie
Le comté était peuplé, lors du recensement de 2000, de 47 910 habitants.

## Localités

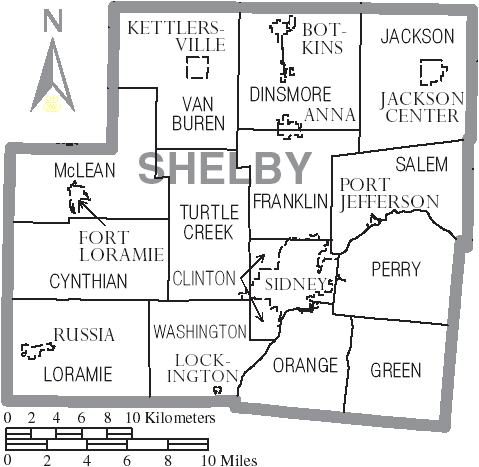
Carte des localités du comté de Shelby